# Ойра (фільм)
«Ойра»  — український короткометражний художній фільм сценариста та режисера Владислава Чабанюка, знятий на народній кіностудії «Мальва» у 2003 році.

## Сюжет
У центрі сюжету долі чотирьох односельців у вихорі подій, які розгорталися у часи громадянської війни в Російській імперії 1917–1921 років. Троє хлопців — петлюрівець, махновець та червоноармієць — кохали одну дівчину, яка одному відмовила, другого не дочекалася з війни і не могла забути, а за третього вийшла заміж. Дівчина — прообраз України, яку не могли між собою поділити хлопці, кожен з яких бажав їй лише добра і твердо стояв на позиції, яку вважав єдино правильною.
Ойра — народний весільний танець, який став центром філософської ідеї фільму. Протиріччя між героями розпочалися із весілля, у день якого Грицько, хлопець якого чекала наречена Ганна, повернувся до рідного села, де всі танцювали танок ойру. Ойру станцювали і Грицько з Ганною, однак розв'язкою фільму була ойра Грицька із шаблею як символ того, що хлопець все ж таки присвячує своє життя боротьбі за ідею.

## У ролях
- Віталіна Лелеко — Ганна
- Сергій Кучер — Григорій
- Назар Павленко — Фоть
- Сергій Музика — Максим
- Руслан Білецький — Марко
- Ніна Крижанівська — Мати
- Микола Волков — Офіцер